# Chlorophorus palavanicus
Chlorophorus palavanicus là một loài bọ cánh cứng trong họ Cerambycidae.